# Behrići
Behrići är en ort i Bosnien och Hercegovina.   Den ligger i entiteten Federationen Bosnien och Hercegovina, i den centrala delen av landet, 28 kilometer nordväst om huvudstaden Sarajevo. Behrići ligger 595 meter över havet och antalet invånare är 200.
Terrängen runt Behrići är kuperad. Runt Behrići är det ganska tätbefolkat, med 93 invånare per kvadratkilometer.. Närmaste större samhälle är Gromiljak, 1,6 kilometer söder om Behrići. 
I omgivningarna runt Behrići växer i huvudsak lövfällande lövskog.